# Sergio Valinotti
Sergio Esteban Valinotti es un exfutbolista paraguayo que jugaba como arquero. Actualmente se encuentra retirado. 

## Trayectoria
| Club                | País      | Año           |
| ------------------- | --------- | ------------- |
| Guaraní             | Paraguay  | 2005-2007     |
| Sol de América      | Argentina | 2007-2008     |
| Fernando de la Mora | Paraguay  | 2008          |
| 12 de Octubre       | Paraguay  | 2009          |
| Sportivo Trinidense | Paraguay  | 2010          |
| Cerro Porteño       | Paraguay  | 2010 - 2012   |
| Fernando de la Mora | Paraguay  | 2013          |
| San Lorenzo         | Paraguay  | 2013 - 2015   |
| 12 de Octubre       | Paraguay  | 2015-presente |

Debutó en el Club Guaraní de Paraguay en el año 2005, estuvo jugando para dicho club durante 2 años, luego, a mediados del 2007 va rumbo a Formosa, (República Argentina) a jugar por el Sol de América hasta el mes de junio del 2008, donde retorna a Paraguay para incorporarse como portero del Club Fernando de la Mora.
En el año 2009 acepta un pase al 12 de Octubre; luego en el 2010 va al Sportivo Trinidense como guardameta nuevamente. Hasta que a mediados de ese año lo contrata el Cerro Porteño.
En el 2013 es contratado por el Club Sportivo San Lorenzo de la división intermedia del fútbol paraguayo, club con el que obtiene el ascenso a primera y el título de campeón.

## Palmarés
| Título              | Equipo               | País     | Año  |
| ------------------- | -------------------- | -------- | ---- |
| División Intermedia | Sportivo San Lorenzo | Paraguay | 2014 |